# Mandø

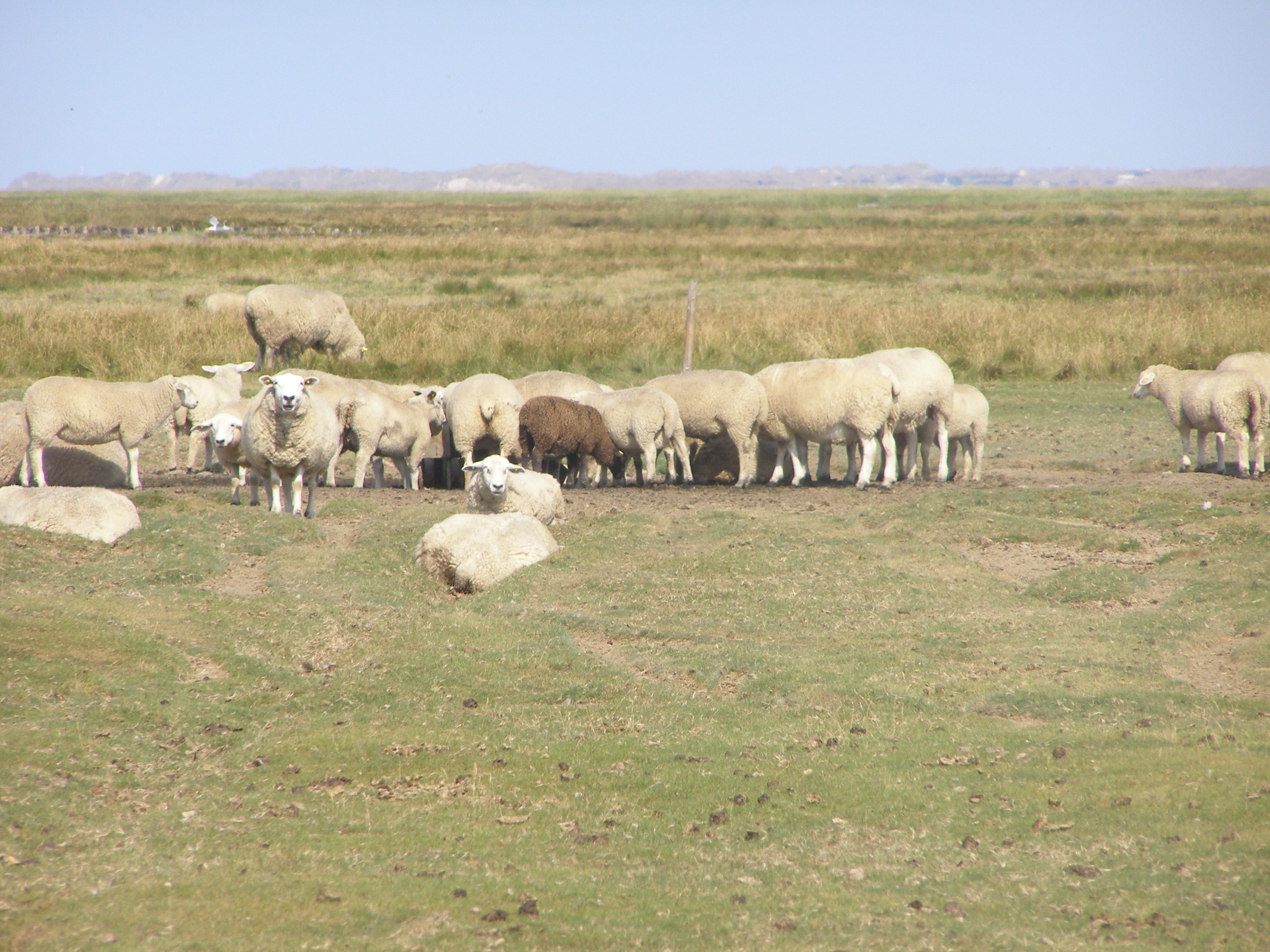
Đàn cừu ăn cỏ trên đảo Mandø

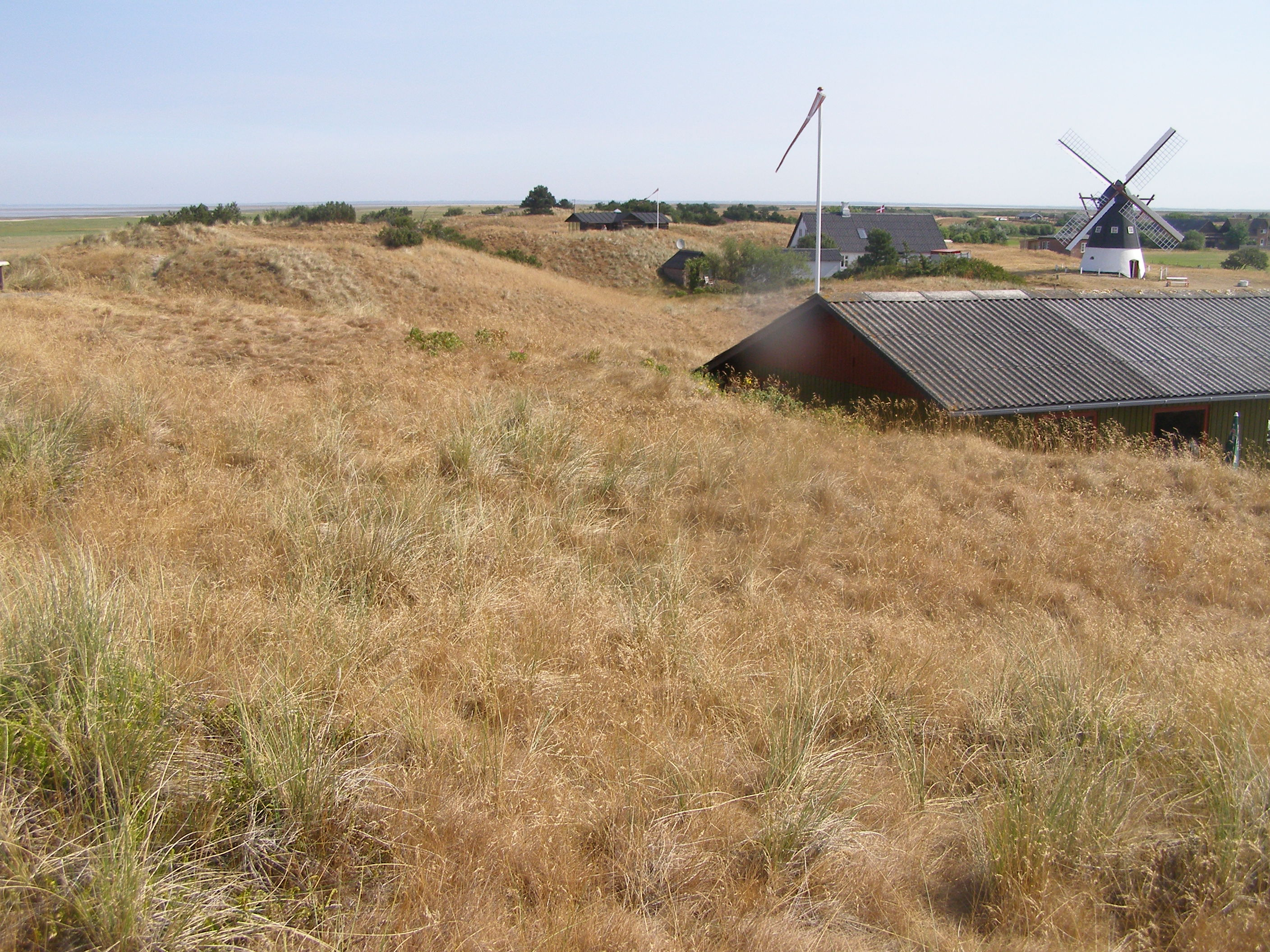
Phần phía tây của đảo Mandø nhìn từ đê gần đó

Mandø là một hòn đảo của Đan Mạch nằm trong Vùng biển lội ở phía tây nam bán đảo Jutland. Đảo có diện tích là 7,63 km² và có khoảng 60 cư dân. Phần lớn dân cư ngụ ở làng Mandø tại nơi cao nhất đảo. Đảo được bao bởi các đê Bydiget ở phía đông làng, đắp năm 1887 và đê thứ hai là Havnediget được đắp năm 1937 ở phía bắc đảo. Cả hai đê này đã bị vỡ trong trận lụt năm 1981.
Mùa hè, người ta có thể đi xe tractor từ Mandø tới Koresand, có 1 cồn cát giữa Mandø và Rømø, dài mấy cây số khi thủy triều xuống.
Về hành chính, Mandø trực thuộc thị xã Esbjerg và Vùng Nam Đan Mạch.
Về giao thông, có 1 đường từ Jutland tới đảo, ở đáy biển, nhưng chỉ loại xe kéo (tractor) mới có thể đi khi nước thủy triều xuống. Nhiều xe hơi của du khách không rành về thủy triều, đã mắc kẹt ở đường này khi thủy triều lên, và chỉ còn cách ngồi trên mui xe chờ trực thăng tới bốc xe lên.

## Lịch sử

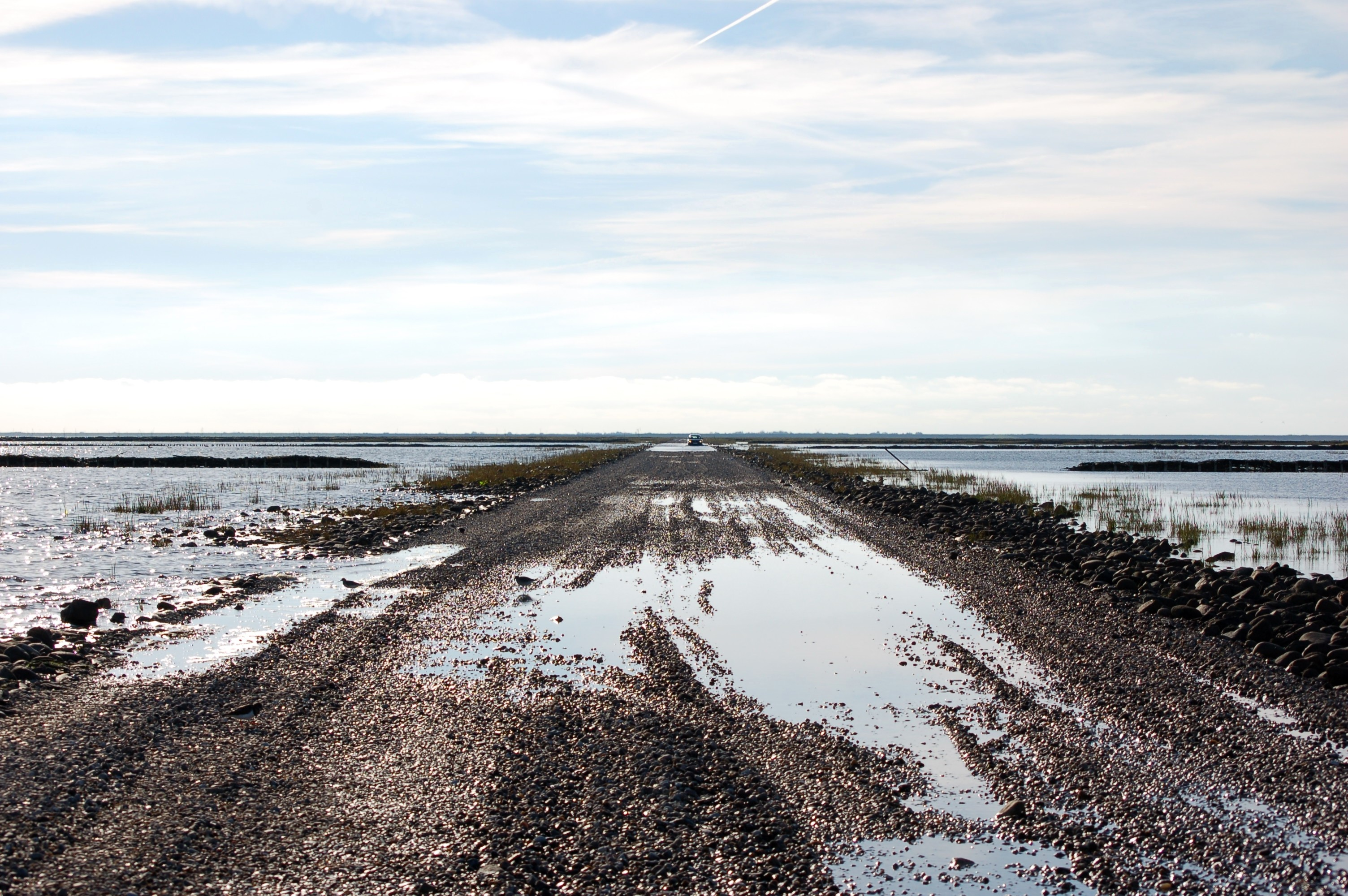
Đường tới đảo Mandø

Tài liệu đầu tiên nói về đảo Mandø là từ năm 1231. Ý nghĩa của tên nguyên thủy Mannæø hoặc Mannø thường được tranh cãi. Theo 1 lời giải thích thì tên này có nghĩa là đảo của đàn ông. Cũng có cách giải thích khác cho rằng tên đảo là nơi chôn cất những nạn nhân bị đắm tàu như nhiều đảo nhỏ của Thụy Điển cũng mang tên tương tự. Cách giải thích thứ ba cho rằng từ Mandø phái sinh từ tên Manni.
Một sổ địa phương Avia Ripensis (tiếng Đan Mạch: Ribe Oldemoder), cho biết đảo có 1 nhà thờ từ năm 1340. Ngôi nhà thờ hiện nay được xây từ năm 1727. Cho tới năm 1741, đảo thuộc sở hữu của nhà vua Đan Mạch, sau đó dân trên đảo đã mua đất trong 1 cuộc bán đấu giá. Cuộc điều tra dân số năm 1890 cho biết đảo có 262 cư dân, nhưng đến nay chỉ còn khoảng 60 người.